# Popular Film

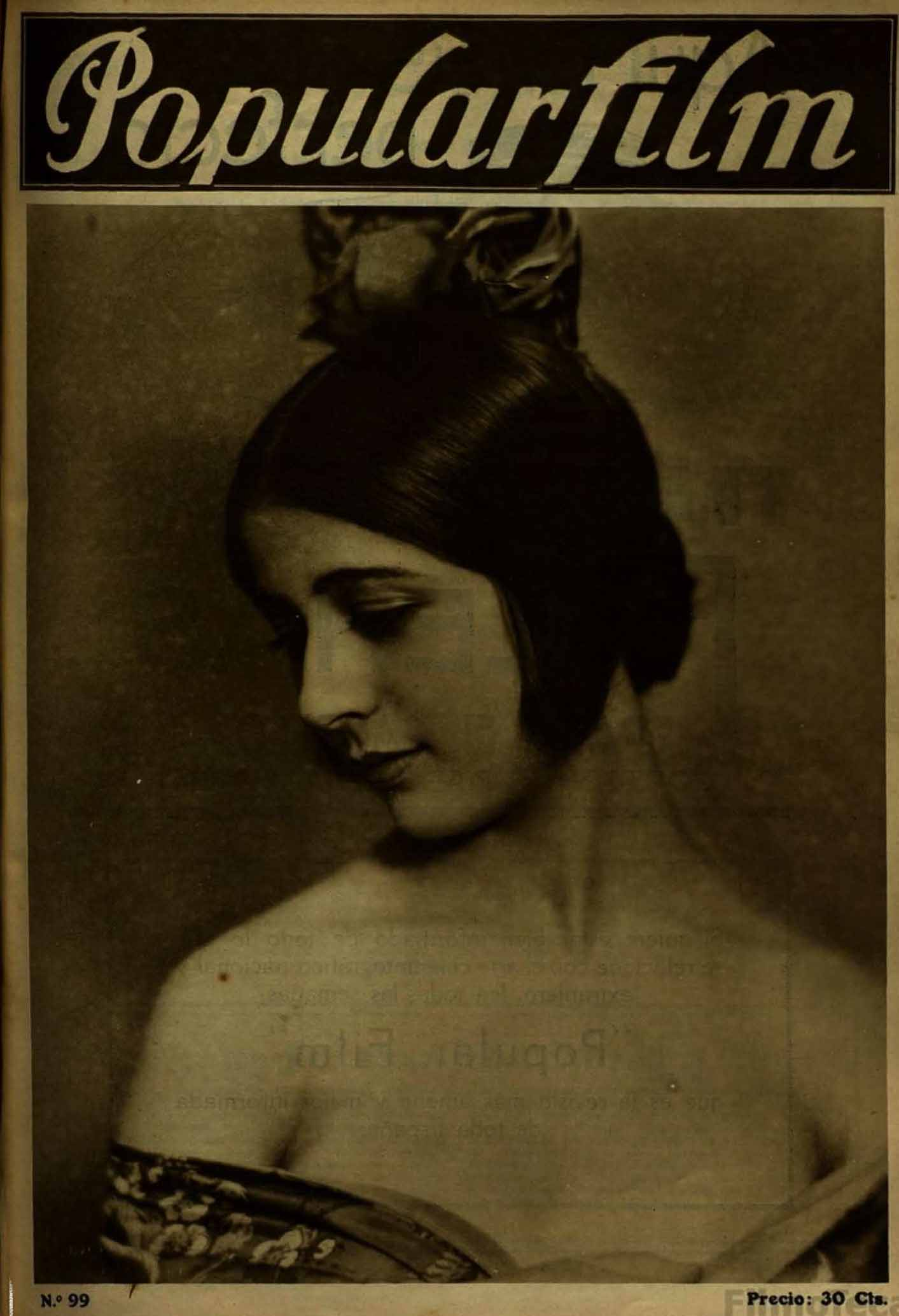
Portada del núm.100 de la revista Popular Film (1928)

Popular Film va ser una revista catalana de divulgació de cinema internacional i espanyol publicada en llengua castellana.
Fundada a Barcelona i amb periodicitat setmanal, va aparèixer per primer cop el 5 d'agost de 1926 i va deixar de publicar-se el mes d'agost de 1937 per les causes derivades de la situació creada per la guerra civil espanyola.

El seu Director literari fins a l'Agost de 1934 va ser Mateo Santos.
A partir d'aquest any el va substituir Lope F. Martínez de Ribera.

La revista es va caracteritzar per una impressió seguint el procediment de rotogravats.

## Al voltant de la revista
En els seus onze anys d'existència, la revista mostrava el món pintoresc de Hollywood i polemitzava sobre el cinema com a fet artístic i com a base per a la indústria.

Els avenços de la història cinematogràfica entre els anys 1926 i 1937 queden reflectits a les pàgines del setmanari que amb el temps esdevé un bon document històric de què va passar en aquells anys:
- El pas del cinema mut al parlat
- Millor definició dels gèneres cinematogràfics.
- Culminació del cinema alemany en el corrent expressionista.
- Estrena de les pel·lícules de Charles Chaplin: 
  - City Lights (Llums de la Ciutat, 1931)
  - Modern Times (Temps moderns, 1936)

El cinema espanyol va ser el més discutit, analitzat, criticat, menyspreat o alabat. Un equip de periodistes cinematogràfics van aportar diversos punts de mira: 
Luis Gómez Mesa, Juan Piqueras, Aurelio Pego, Armand Guerra, Antonio Guzmán Merino i Lope F. Martinez de Ribera.
Un cop proclamada la República el 1931 va començar a escriure l'anomenada Generació de Popular Film, un conjunt de joves entre 17 i 20 anys que escrivien amb l'intent de millorar el cinema i inculcar al públic la necessitat de veure un gran cinema. Juntament amb Mateo Santos, van compartir una idea comuna, l'afany d'aconseguir un Cinema Social.
La Generació de Popular Film estava formada per José Castellon Diaz, Rafael Gil, Alberto Mar, Sylvia Mistral, Juan M. Plaza, Pedro Sanchez Diana, Luis M.Serrano, Carlos Serrano de Osma, José G. de Ubieta i Augusto Ysern.

## Seccions de la Revista
Popular Film publicava a la portada i contraportada, fotografies d'actrius i parelles cinematogràfiques de l'època.
La revista s'estructurava amb un primer article editorial, seccions dedicades a les novetats espanyoles i a les estrangeres (corresponsals a Nova York, París, Berlín), monogràfics sobre pel·lícules amb fotografies d'escenes i argument, etc. També incloïa articles d'opinió i moda femenina.
| Any  | Data       | Nmr. | Protagonista portada Popular Film                              |
| ---- | ---------- | ---- | -------------------------------------------------------------- |
| I    | 08/05/1926 | 1    | Mary Pickford i Douglas Fairbanks                              |
| II   | 06/01/1927 | 23   | Dràcula                                                        |
| III  | 05/01/1928 | 75   | Louise Brooks                                                  |
| IV   | 14/02/1929 | 133  | Brita Appelgreen                                               |
| V    | 09/01/1930 | 180  | Fay Wray                                                       |
| VI   | 07/05/1931 | 247  | Jeanette MacDonald al film Monte Carlo                         |
| VII  | 28/01/1932 | 285  | Catalina Bárcena                                               |
| VIII | 01/05/1933 | 334  | Joan Crawford i Clark Gable                                    |
| IX   | 01/04/1934 | 386  | Mae West i Cary Grant al film "No sóc un àngel"                |
| X    | 10/01/1935 | 438  | Merle Oberon i Leslie Howard al film "La Pimpinella Escarlata" |
| XI   | 09/01/1936 | 490  | Pilar Muñoz al film "La Hija de Juan Simon"                    |
| XII  | 07/01/1937 | 541  | Irene Dunne al film "Los pecados de Teodora"                   |
| XII  | 01/04/1937 | 553  | Jean Harlow, Glenda Parrel, Khate Von Nagy, Mae Clarke         |

## Fons
La Filmoteca de Catalunya conserva un fons de la revista, que conté 9.286 fotografies d'actrius, actors, directors, pel·lícules, rodatges, tant espanyoles com estrangeres, moltes d'elles encunyades. També inclou informació facilitada per les distribuïdores sobre els films o sobre els actors. La revista es pot consultar en format digital al repositori de la Filmoteca.